# 顧璜
顾璜（1856年—1927年），字渔溪，河南开封人，清朝及中华民国官员。

## 生平
顾璜家族原籍为江苏昆山。明朝中叶，该家族迁居。顾璜的祖先顾方竹因避难而迁居江苏江宁。顾璜的祖父顾逊之（字子巽）是岁贡生，后被河南巡抚潘铎（江宁人，儿时曾和顾逊之同塾念书）邀请到河南开封教其子。顾逊之到开封一年后就病逝了，临终时留下遗言“葬吾汴梁郭外，后世子孙其勿离此。”此后顾家落籍开封。顾璜的父亲顾大成（字展卿）诰封光禄大夫。
顾璜出生于河南开封。少年时，顾璜即文采飞扬，曾经和南方的才子当面对对联。光绪元年（1875年），顾璜参加乡试中举人。光绪二年（1876年），他到北京参加会试，中二甲第三名进士，选翰林院庶吉士。后来，他历任户部主事、员外郎、郎中，军机处行走，记名道府，内阁侍读学士兼总理各国事务衙门行走，太仆寺少卿，通政使司副使。在光绪十九年（1893年）癸巳恩科乡试中，顾璜作为正主考官主持广东乡试。康有为参加了此科乡试并中举，遂称顾璜为恩师。后来，顾璜曾署顺天府府尹、都察院左副都御史、通政使司通政使等职。光绪二十年（1894年），顾璜的父亲顾大成肝病加重，顾璜上疏“请致政侍养”，遂回河南开封。此后他“谢职后依侍膝前”将近十年。清廷设资政院后，他复出，到北京任帮办资政院事务，直到清朝灭亡。
1912年中华民国成立后，顾璜回到开封。中华民国初年及1920年代，他曾受聘为河南督军署及河南省长公署顾问。他和王德懋等地方知名人士经常就有关民生及地方利益的事务向当局进言。
1927年，顾璜在开封逝世。

## 家庭
- 祖父：顾逊之
- 父：顾大成
- 长兄：顾瑗
- 三弟：顾瓛
- 子：顾显曾

顾璜在兄弟中行二。